# Sidney Franklin (torero)
Sidney Franklin, nacido Sidney Frumkin y conocido profesionalmente como el Fran.  (Brooklyn, Nueva York, 11 de julio de 1903 - ibídem, 26 de abril de 1976) fue un matador de toros estadounidense, cuya carrera se desarrolló entre los años 20 y 50 toreando en plazas de México, España y Colombia.

## Biografía
Nació en el seno de una familia judía emigrante de origen ruso, siendo el quinto de nueve hermanos. Su padre, apellidado Frumpkin, era oficial de policía y tenía un carácter autoritario y violento. En su infancia era pequeño y enfermizo y su afición a las artes y el teatro, todavía en el colegio, desagradaba a su padre al punto de que se cambió el apellido a Franklin como nombre artístico para alejar la atención de su padre sobre sus actuaciones. A los diecisiete años abandonó la escuela para montar su propio negocio de diseño y dibujo de carteles publicitarios.
A los dieciocho años, y tras un fuerte encontronazo con su padre, abandonó Nueva York y se instaló en Ciudad de México. Empezó trabajando en carteles publicitarios de corridas de toros que le dio acceso al mundo taurino. Tras una discusión en la que se puso en tela de juicio la valentía de los estadounidenses para ponerse delante de un toro, empezó a prepararse, según su autobiografía, con Rodolfo Gaona, haciendo su debut como novillero en 1923.
En 1929 tras lidiar en plazas de Panamá, Colombia y Portugal, se trasladó a España donde toreó catorce novilladas en ese año. En ese mismo año conoció a Ernest Hemingway con quien hizo amistad. Franklin y su arte de torear fueron alabados en el libro de Hemingway Muerte en la tarde para el que también le sirvió de fuente de documentación. En 1930 fue cogido gravemente en Madrid y las secuelas de la misma le llevaron de vuelta a México y luego a Los Ángeles. Allí fue contratado en 1932 como consejero técnico y actor en la película The Kid from Spain, trabajando junto con Eddie Cantor.
En 1937 volvió a España de la mano de Hemingway cuando este vino a cubrir la Guerra Civil Española, pero su amistad se enfrió debido a diferencias con Pauline Marie Pfeiffer, esposa de Hemingway y al diferente punto de vista que mantenían sobre ambos bandos.[cita requerida] Con el final de la guerra y el comienzo de la Segunda Guerra Mundial se vio obligado a regresar a Estados Unidos.
En 1952 escribió su autobiografía, Bullfighter From Brooklyn, exagerada y fantasiosa. Mantuvo en España su carrera y diversos negocios hasta 1957 fue encarcelado durante nueve meses debido al registro ilegal de un vehículo. Tras su liberación volvió a Estados Unidos y México donde se retiró del toreo en 1959 tras una última cogida. Falleció en Nueva York en 1976 después de residir durante los últimos siete años de su vida en una residencia de ancianos.
Sobre la homosexualidad de Franklin, este nunca la hizo pública. La investigadora de la American Jewish Historical Society, Rachel Miller, destaca que «la tauromaquia le dio un escenario donde podía desempeñarse con mucha elegancia y estilo, sin salir del clóset». En este mismo sentido afirmó que dentro del mundo de los toros, éste «fue un lugar donde su estilo queer era permisible pero invisible», donde el torero americano “se escondía a plena luz, como un hombre gay en un deporte muy macho”.

## Trayectoria profesional
Tras estudiar en la Universidad de Nueva York, Franklin viajó a México donde vio su primera corrida de toros en la Plaza de Toros El Toreo de Cuatro Caminos donde quedó fascinado del mundo taurino y "sintió el deseo de torear". Su primera actuación la realizó en la plaza de Chapultepec (México), actuando junto Juan Espinosa "Armillita".
En 1928, como novillero, actuó en diferentes poblaciones mexicanas como Tampico, Ciudad Juárez, Chihuahua (Chihuahua) o Ciudad de México. Un año más tarde, en 1929, puso rumbo a España donde debutó en la Plaza de toros de Sevilla, donde salió por la Puerta del Príncipe y fue llevado a hombros por toda la ciudad, en un cartel que remataban los toreros Camará II y Echevarría, con toros de don José Rufino Moreno Santamaría. En el mes de julio de ese mismo año, hizo su presentación en Madrid, junto a los compañeros Maera II y Manuel Agüero Ereño, con toros de Eduardo Pagés. Un tarde de toros en la que se colgó el cartel de "No hay billetes".
Tras el éxito cosechado en la temporada de 1929, en la que llegó a torear 14 novilladas, mantuvo su cartel en las siguientes temporada, donde también llegó a caer ante las astas del toro; tal y como ocurrió el 16 de marzo de 1930 en la Plaza de Toros de Madrid.
Durante esos años viajó entre España y América promocionando la Tauromaquia, y copando algunas portadas de los rotativos españoles, debido a su popularidad. Finalmente, en 1945 regresaba a Las Ventas para tomar la alternativa, de manos de Luis Gómez "El Estudiante" y Morenito de Talavera. Se lidiaron aquella tarde astados de la ganadería de Sánchez Fabrés, doctorándose con el toro Tallealto, número 24. colorado de capa. El mismo día de su alternativa, el semanario El Ruedo, publicaba un reportaje y una entrevista sobre el torero americano, titulado "Olé, Mr. Franklin".
El éxito del diestro americano fue menguando progresivamente y, desde de su alternativa, sólo se contaron algunas actuaciones puntuales, como la corrida celebrada en la Plaza de toros de Tánger el 10 de agosto de 1952 donde mató una corrida de Miura junto Julián Marín y José Aguilar "El Ranchero" o la que lidió en México un año más tarde.
En 2021 se publicó la novela Estocada: Escándalo en Gran Vía del autor Rafael Muñoz Molina, ficción inspirada en la estancia de Sidney Franklin en la España de los años cincuenta y su relación con cargos políticos del Franquismo, estrellas de Hollywood y famosos toreros de la época.

## Obra
- Franklin, Sidney (1952). Bullfighter From Brooklyn (en inglés). Nueva York: Prentice Hall, Inc.